# Чудиново (Нижегородская область)
Чудиново — деревня в Павловском районе Нижегородской области. Входит в состав Грудцинского сельсовета.
Название деревни происходит от названия обитавших здесь финно-угорских племён, именуемых на Руси чудью.